# Fort Sumter

Bandera que onejava durant el bombardeig

Fort Sumter és una guarnició en una illa costanera de l'oceà Atlàntic a l'entrada de la badia de Charleston a l'estat nord-americà de Carolina del Sud. La construcció rep el nom del general Thomas Sumter (1734-1832), considerat un heroi de la Guerra d'Independència dels Estats Units
Té una importància històrica pel fet que fou allà on va tenir lloc la primera batalla de la Guerra de Secessió. El 28 d'abril de 1948, el Congrés dels Estats Units establí la fortificació com a monument nacional dels Estats Units.

## Història

### Fort abans de la guerra

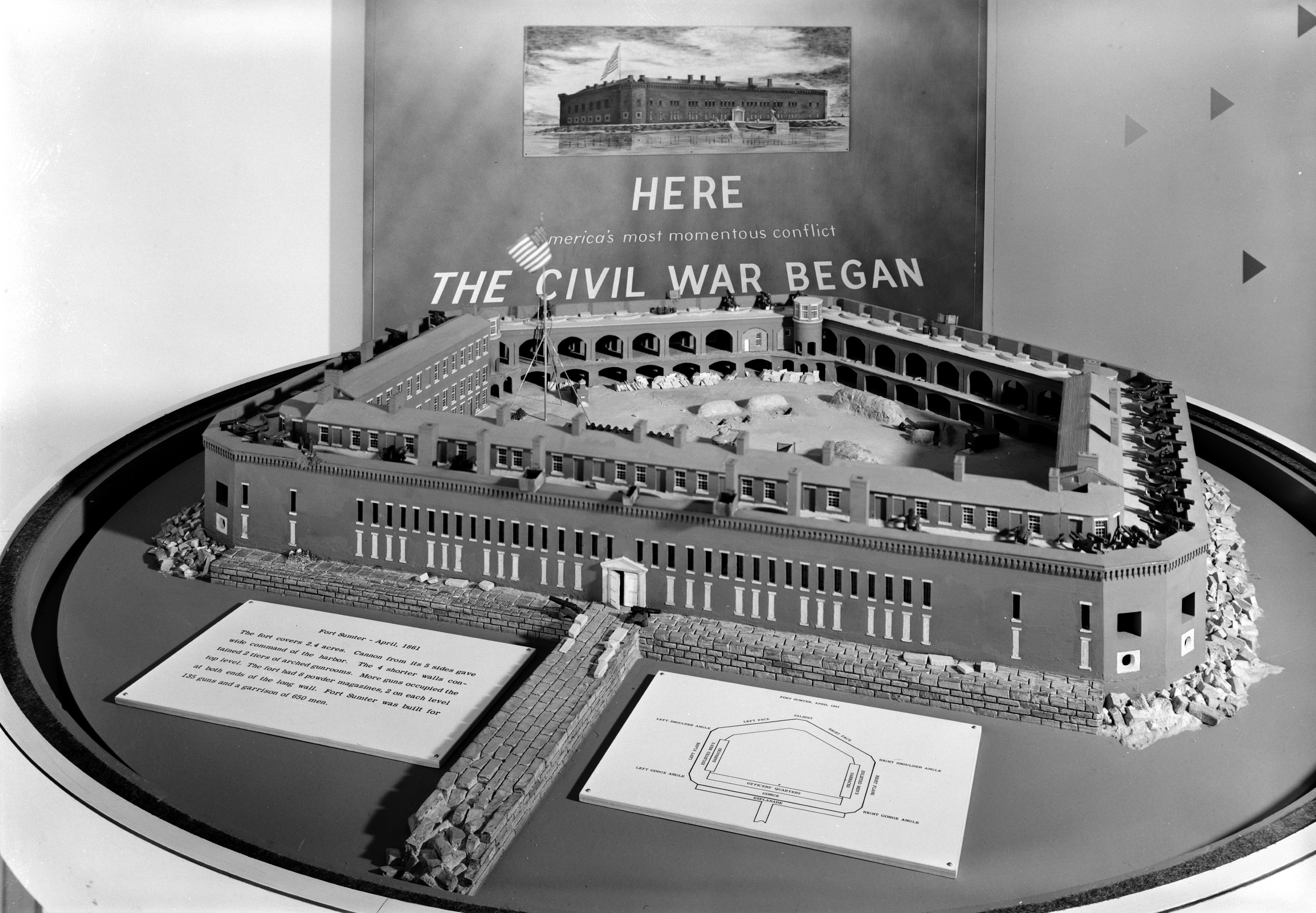
Maqueta del fort

Cap al final de la Guerra Anglo-nord-americana de 1812 entre els Estats Units i Gran Bretanya els primers van erigir una sèrie de fortificacions a la costa atlàntica. Els treballs de construcció del Fort Sumter van començar el 1829. No obstant això, quan la guerra va començar la guerra el 1861 encara era inacabat.
Es va construir amb més de 70.000 tones de granit de Nova Anglaterra. A causa de la situació de l'illa i el fort, des d'allí es podia controlar fàcilment tot el tràfic marítim que entrava i sortia de l'estat. La forma exterior del fort descrivia un pentàgon irregular d'entre 51 a 58 metres de costat. La fortificació original estava dotada de murs de d'un gruix de 1,5 metres. El fort va ser dissenyat per a albergar fins a 650 homes i 135 canons en tres pisos.

### El Fort Sumter en la Guerra Civil

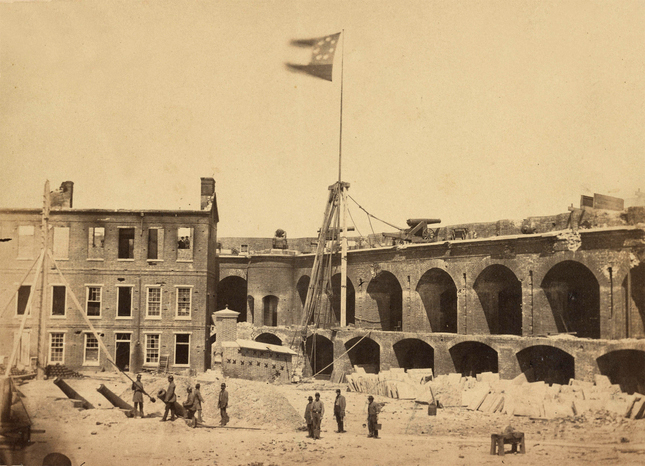
El fort després del bombardeig on es pot apreciar la bandera confederada

Encara que en el curs de la Guerra de Secessió molts estats van abandonar la unió, després de la declaració de secessió de Carolina del Sud l'Exèrcit dels Estats Units mantenia importants posicions estratègiques als estats del sud. El de Charleston era un dels pocs ports d'aigües profundes dels confederats, així que exercia un paper molt important. Sis dies després que Carolina del Sud declarés la secessió de la Unió, el major Robert Anderson va traslladar en secret les seves tropes (127 homes) des de l'indefensable Fort Moultrie al Fort Sumter.
Durant els següents mesos es van fer nombroses peticions de capitulació del fort a les quals els unionistes no van accedir. Les tropes confederades del general PGT Beauregard van obrir foc d'artilleria i de morter contra Fort Sumter a dos quarts de cinc de la matinada del 12 d'abril des dels forts propers (Fort Moultrie, Fort Johnson i Cummings Point). El bombardeig va durar més de trenta hores.
El 13 d'abril a la vesprada, el Comandant Anderson es va rendir i l'endemà n'evacuà els seus homes. No hi va haver baixes entre els defensors durant el bombardeig, però, un artiller va morir i tres van ser ferits quan va explotar un dels canons amb què feien una salva de salutació durant l'evacuació.
Aquest episodi va ser el primer fet d'armes de la Guerra de Secessió.

## El Fort Sumter després de la Guerra Civil
Després de la guerra, Fort Sumter havia quedat en ruïnes. Es van començar els treballs per reconstruir-lo completament, però finalment només es va reconstruir parcialment. Des de 1876 l'illa no va ser més que la localització d'un far. No obstant això, el 1898, a causa de l'efecte de la Guerra Hispano-estatunidenca (25 d'abril de 1898 fins al 12 d'agost de 1898) va recobrar un ús militar.
El 1898 es va començar a fer una construcció de formigó sobre les ruïnes històriques del fort, que es poblarien de tropes i artilleria en ambdues guerres mundials, tot i que no van ser escenari de cap conflicte militar.

### El Fort Sumter en l'actualitat
Des de 1948 Fort Sumter és un monument nacional a càrrec del National Park Service nord-americà. La construcció de formigó Battery Huger encara està en peu i acull un centre d'interpetació i un museu. Al museu hi ha la bandera que onejava durant els bombardejos de 1861. S'hi pot arribar amb un vaixell que salpa des de Charleston. El trajecte fins a l'illa dura aproximadament mitja hora.